# 'Aisake Eke
ʻAisake Valu Eke é um político tonganês e atual primeiro-ministro de Tonga desde 22 de janeiro de 2025. Serviu como Ministro das Finanças e Planejamento Nacional entre 2014 e 2017.